# Зображення, що зникає
«Зобра́ження, що зника́є» (ісп. La imagen desaparece) — картина  іспанського художника Сальвадора Далі, написана у 1938 році. Знаходиться в Театрі-музеї Сальвадора Далі у Фігерасі.

## Опис
Далі представив це полотно в 1939 році на виставці «Сальвадор Далі» в галереї Жюльєна Леві в Нью-Йорку. Це один з найзнаменитіших подвійних образів, породжених його параноїко-критичним методом. З першого погляду глядач сприймає на картині жіночу фігуру в кімнаті. Жінка читає лист, позаду неї карта. Ця сцена майже буквально відтворює знамениту картину Вермеєра «Дівчина з листом». Але коли погляд звикає, тут можна побачити і портрет Веласкеса. Завдяки цьому оптичному рішенню на одному і тому ж полотні зображено два найбільших, на думку Далі, представника світу мистецтв Вермеєра Дельфтського і Дієго Веласкеса.